# Anthony Welsh
Anthony Welsh (* 5. Juli 1983 in London) ist ein englischer Filmschauspieler.

## Leben
Anthony Welsh wurde 1983 in London geboren, wo er auch aufwuchs. Nach einem, nach eigenen Aussagen, eher schlechten Abitur nahm er in Abendkursen des Richmond Adult Community College Schauspielunterricht. Nach seinem Abschluss an der angesehenen London Academy of Music and Dramatic Art gab Welsh 2008 am Young Vic Theatre sein professionelles Debüt in The Brothers Size. Im Jahr 2012 gab er an der Seite von Terrence Howard, Cuba Gooding Jr. und David Oyelowo in dem Historiendrama Red Tails sein Spielfilmdebüt. Seitdem hat Welsh in zahlreichen von der Kritik gefeierten Serien und Filmen mitgewirkt, so in Mauern der Gewalt und The Girl with All the Gifts, der 2016 im Rahmen des Internationalen Filmfestivals in Locarno seine Premiere feierte, und im gleichen Jahr in zwei Folgen von Fleabag und im darauffolgenden Jahr in einer Folge von Black Mirror. Im Jahr 2019 folgten einige Auftritte in den Serien Brassic und Pure und im Film The Personal History of David Copperfield von Armando Iannucci.
Ebenfalls 2019 wurde er von der British Academy of Film and Television Arts als einer von 21 Schauspielern ausgewählt, die ein Jahr lang von der BAFTA-Initiative Elevate unterstützt wurden.

## Filmografie (Auswahl)
- 2012: Red Tails
- 2012: Comes a Bright Day
- 2013: Mauern der Gewalt (Starred Up)
- 2016: The Girl with All the Gifts
- 2017: Journeyman
- 2017: Black Mirror (Fernsehserie, 1 Folge)
- 2018: Leading Lady Parts (Fernsehkurzfilm)
- 2019: The Personal History of David Copperfield
- 2019: Brassic (Fernsehserie, 7 Folgen)
- 2019: Pure (Fernsehserie, 6 Folgen)
- 2019: Shadow of Violence (Calm with Horses)
- 2020: Hanna (Fernsehserie, 8 Folgen)
- 2021: Master of None (Fernsehserie, 2 Folgen)
- 2021: The Great (Fernsehserie, 5 Folgen)
- 2022: The Flatshare (Fernsehserie, 6 Folgen)
- 2024: Bob Marley: One Love